# Бочарова Ніна Антонівна
Ніна Антонівна Бочарова (24 вересня 1924, Супрунівка, Полтавська область, Українська РСР, СРСР — 30 серпня 2020, Київ, Україна) — українська гімнастка (спортивна гімнастика), дворазова олімпійська чемпіонка на змаганнях 1952 року в Гельсінкі.

## Життєпис
У дитинстві пережила голод 1932—1933 років. Спортивною гімнастикою почала займатися у Полтаві.
У 1948 році закінчила Київський інститут фізичної культури.
У 1948—1958 роках виступала за спортивне товариство «Будівельник» (Київ). Її тренерами були М. Новинський, М. Дмитрієв та О. Мішаков.
У 1948 році дебютувала на чемпіонаті СРСР, зайнявши четверте місце на брусах і колоді. Ці два снаряди залишалися найкращими для неї впродовж усієї кар'єри. У 1949 році стала абсолютною чемпіонкою СРСР, у 1951 році — чемпіонкою СРСР у вправах на бруссях і колоді.
На Олімпіаді 1952 року у Гельсинкі Бочарова, під керівництвом тренера М. Дмитрієва, стала другою після Марії Гороховської в абсолютному заліку, вигравши вправи на колоді, а також здобувши золото в командному заліку. Крім того, вона здобула срібні медалі в опорному стрибку і в командному заліку в скасованій пізніше дисципліні — командних вправах із предметом.
У 1952 році стала Заслуженим майстром спорту.
На чемпіонаті світу 1954 року, коли їй уже було 30, вона виграла золоті нагороди в командному заліку в складі збірної СРСР, завершивши на цьому свою спортивну кар'єру.
Бочарова — автор вправи «поперечний шпагат на брусах».

Могила Ніни Бочарової, Байкове кладовище

У 1948—1958 роках працювала старшим тренером у спортивному товаристві «Будівельник», у 1958—1968 роках — у спортивному товаристві «Авангард». У 1968—1979 роках — інструктор Укрради спортивного товариства «Спартак».
З 1979 року — на пенсії.
З 1993 року — суддя національної категорії зі спортивної гімнастики.
У 2004 році Бочаровій була надана честь першою нести факел естафети олімпійського вогню на українській землі.
Померла у 95-річному віці в Римі 30 серпня 2020 року. Похована в Києві, на Байковому кладовищі (ділянка № 33, 50°25′2.96″ пн. ш. 30°30′8.38″ сх. д. / 50.4174889° пн. ш. 30.5023278° сх. д.).

## Державні нагороди
- Орден княгині Ольги I ст. (25 грудня 2012) — за вагомий особистий внесок у розвиток і популяризацію фізичної культури і спорту, багаторічну сумлінну працю та з нагоди 60-річчя участі українських спортсменів в Олімпійських іграх[8]
- Орден княгині Ольги II ст. (10 вересня 2009) — за вагомий особистий внесок у розвиток і популяризацію фізичної культури і спорту в Україні, професіоналізм та досягнення високих спортивних результатів[9]
- Орден княгині Ольги III ст. (29 листопада 2002) — за значний особистий внесок у розвиток фізичної культури і спорту в Україні, досягнення найвищих спортивних результатів на Олімпійських іграх[10]
- Орден Національного олімпійського комітету (2012); удостоєна першою серед українських спортсменів.[7]
- Почесна громадянка міста Києва (2015)[11]